# Ha-Kibuc ha-arci
Ha-Kibuc ha-arci (hebrejsky: הקיבוץ הארצי‎, doslova Zemský kibuc, plným jménem ha-Kibuc ha-arci ha-Šomer ha-ca'ir, הקיבוץ הארצי השומר הצעיר) byla zemědělská a osadnická sionistická organizace sdružující v letech 1927–2000 některé kolektivně hospodařící vesnice typu kibuc v Izraeli.

## Dějiny
Vznikla 1. dubna 1927 na konferenci v Haifě. Ideologicky šlo o sdružení levicově orientovaných kibuců, kladoucích důraz na třídní boj a budování socialistické společnosti. Hnutí bylo napojeno na mládežnickou a politickou organizaci ha-Šomer ha-ca'ir, která zbudovala první kibuc v tehdejší mandátní Palestině už v roce 1922 (vesnice Bejt Alfa). Roku 1927 už měli v Palestině šest svých kibuců, z nichž čtyři se toho roku zapojily do nové organizace ha-Kibuc ha-arci, jež ale zpočátku měla pouhých 249 členů (a 19 dětí).
Hnutí prosazovalo pojetí kibucu jako samostatné jednotky společenského života, tedy nejen ekonomické spolupráce. To se projevalo důsledným kolektivismem, například v podobě společné výchovy dětí izolovaně od jejich rodičů. V roce 1936 hnutí založilo organizaci ha-Liga ha-soci'alistit (Socialistická liga), která působila jako jeho městský spojenec. Roku 1946 se z nich utvořila politická strana ha-Šomer ha-ca'ir, z níž po krátké době vznikla levicová strana Mapam, na kterou byly kibucy v rámci sítě ha-Kibuc ha-arci napojeny. Členové kibuců ha-Kibuc ha-arci se ve 30. letech 20. století podíleli výrazně na osidlování Palestiny. Jako první použili metodu opevněné osady typu Hradba a věž. Napomáhali rovněž tajné židovské imigraci a spoluzakládali elitní židovské jednotky Palmach. Zastávali ale přitom politiku židovsko-arabského usmíření a koexistence.
K roku 1964 měla organizace již 73 členských obcí s 28 500 obyvateli. V roce 1969 šlo stále o 73 obcí a navíc dvě polovojenské osady typu nachal. V roce 1968 dosahovala zemědělská výroba členských kibuců hodnoty 168 milionů Izraelských liber, neboli 9,9 % celostátní zemědělské produkce. Rozvíjela se i průmyslová výroba. Hnutí provozovalo vlastní vydavatelství Sifrijat ha-po'alim (Dělnická knihovna) založené roku 1931, které do roku 1970 publikovalo okolo 1000 knih. V roce 1962 hnutí založilo Moreshet Institute pro studium holokaustu. Rozhodování v rámci hnutí probíhalo prostřednictvím sjezdu konaného jednou za tři roky, jehož výbory se scházely pravidelně, stejně jako výkonný výbor a sekretariát.
V průběhu 2. poloviny 20. století postupně vyhasínaly ideologické spory na izraelské levici. S tím se otevřela možnost překonání frakčního rozdělení, které vrcholilo v 50. letech 20. století. 23. června 1979 došlo ke spojení organizací ha-Kibuc ha-me'uchad a Ichud ha-kvucot ve-ha-kibucim do nové organizace nazvané ha-Tnu'a ha-kibucit ha-me'uchedet (Sjednocené kibucové hnutí, akronym Takam). Integrační proces pak pokračoval dál a roku 2000 se ha-Tnu'a ha-kibucit ha-me'uchedet sloučila s ha-Kibuc ha-arci, čímž vznikla organizace ha-Tnu'a ha-kibucit (Kibucové hnutí).